# Danske Bank i Sverige
Danske Bank är en dansk bank med verksamhet också bland annat i Sverige. Den svenska verksamheten bedrivs som en filial, under namnet Danske Bank A/S, Danmark, Sverige Filial, till det danska moderbolaget, vilket innebär att man har fått sitt tillstånd att bedriva bankverksamhet från danska myndigheter, och att man på så sätt i huvudsak lyder under danska regler för sin verksamhet. Danske Bank är den femte största bankrörelsen i Sverige. Bankens svenska huvudkontor ligger i Citypalatset på Norrmalmstorg 1 på Norrmalm i Stockholm.

## Historik
Danske Bank etablerade sig i Sverige 1997, genom att man köpte upp den då självständiga Östgöta Enskilda Bank, grundad 1837 och som vid uppköpet var en mindre svensk affärsbank med regional närvaro i huvudsakligen i Östergötland och Stockholm. Genom etableringen blev Danske Bank första utländska bank med ett nätverk av bankkontor i Sverige.
Expansionen fortsatte sedan successivt genom etablering av nya bankkontor, varvid man vid uppköp behöll de inarbetade namnen som lokala varumärken. Efterhand som kontor öppnades i andra delar av landet valde man dock att etablera ytterligare varumärken för de lokala marknaderna. Exempelvis tog man upp lediga namn som burits av tidigare existerande banker, som Sundsvallsbanken och Uplandsbanken vilka uppgått i Nordbanken, utan att ha någon koppling till dessa. I de flesta fall lades benämningen provinsbank till, som en del av det lokala varumärket.
Danske Bank erbjuder även private banking.

### Varumärken
Danske Bank använde sig i Sverige av lokala varumärken för sina bankkontor. Dessa var dock varumärken, inte separata rörelser eller egna banker.
- Bohusbanken
- Gävleborgs Provinsbank
- Hallands Provinsbank
- Jämtlands Provinsbank
- Närkes Provinsbank
- Skaraborgs Provinsbank
- Skånes Provinsbank
- Smålandsbanken
- Sundsvallsbanken
- Sörmlands Provinsbank
- Upplandsbanken
- Värmlands Provinsbank
- Västerbottens Provinsbank
- Västmanlands Provinsbank
- Älvsborgs Provinsbank
- Östgöta Enskilda Bank

Från och med maj 2011 bytte man bort de gamla provinsbanksnamnen mot det enhetliga Danske Bank.

## Verksamhet
Danske Banks verksamhet i Sverige, med omkring 50 bankkontor och cirka 1400 anställda, utgör den femte största bankrörelsen i landet efter de fyra stora svenska bankerna; Nordea, SEB, Svenska Handelsbanken och Swedbank. Man har även från svenska myndigheter tillstånd att som tillståndspliktig bank med dansk bankoktroj bedriva verksamhet i landet, och står på så sätt i begränsad utsträckning även under svenska myndigheters tillsyn, men detta utgör inte i sig något tillstånd att självständigt bedriva bankverksamhet om man exempelvis skulle mista det danska tillståndet.
För svenska bankkunder med medel insatta på bankkonton hos Danske Bank i Sverige innebär detta exempelvis att man i första hand skall ersättas ur Garantifonden, den danska insättningsgarantin, om banken skulle komma på obestånd. Svensk insättningsgaranti skulle också kunna komma ifråga, men endast efter att den danska utbetalats och om den svenska kan ersätta förluster som inte den danska garantin täcker.